# Fourdrain
Fourdrain és un municipi francès situat al departament de l'Aisne i a la regió dels Alts de França. L'any 2007 tenia 414 habitants.

## Demografia

### Població
El 2007 la població de fet de Fourdrain era de 414 persones. Hi havia 160 famílies de les quals 36 eren unipersonals (24 homes vivint sols i 12 dones vivint soles), 64 parelles sense fills, 56 parelles amb fills i 4 famílies monoparentals amb fills.
La població ha evolucionat segons el següent gràfic:
Habitants censats

### Habitatges
El 2007 hi havia 185 habitatges, 165 eren l'habitatge principal de la família, 13 eren segones residències i 7 estaven desocupats. Tots els 185 habitatges eren cases. Dels 165 habitatges principals, 135 estaven ocupats pels seus propietaris, 28 estaven llogats i ocupats pels llogaters i 2 estaven cedits a títol gratuït; 4 tenien dues cambres, 31 en tenien tres, 31 en tenien quatre i 99 en tenien cinc o més. 110 habitatges disposaven pel capbaix d'una plaça de pàrquing. A 63 habitatges hi havia un automòbil i a 84 n'hi havia dos o més.

### Piràmide de població
La piràmide de població per edats i sexe el 2009 era:
| Homes | Edats   | Dones |
| ----- | ------- | ----- |
| 0     | 95 o +  | 0     |
| 0     | 90 a 94 | 0     |
| 4     | 85 a 89 | 0     |
| 4     | 80 a 84 | 4     |
| 8     | 75 a 79 | 12    |
| 4     | 70 a 74 | 16    |
| 8     | 65 a 69 | 12    |
| 12    | 60 a 64 | 12    |
| 8     | 55 a 59 | 12    |
| 12    | 50 a 54 | 8     |
| 24    | 45 a 49 | 28    |
| 4     | 40 a 44 | 12    |
| 16    | 35 a 39 | 24    |
| 16    | 30 a 34 | 16    |
| 4     | 25 a 29 | 8     |
| 12    | 20 a 24 | 4     |
| 8     | 15 a 19 | 20    |
| 20    | 10 a 14 | 20    |
| 20    | 5 a 9   | 8     |
| 8     | 0 a 4   | 8     |

## Economia
El 2007 la població en edat de treballar era de 259 persones, 204 eren actives i 55 eren inactives. De les 204 persones actives 191 estaven ocupades (104 homes i 87 dones) i 13 estaven aturades (2 homes i 11 dones). De les 55 persones inactives 19 estaven jubilades, 21 estaven estudiant i 15 estaven classificades com a «altres inactius».

### Ingressos
El 2009 a Fourdrain hi havia 160 unitats fiscals que integraven 407 persones, la mediana anual d'ingressos fiscals per persona era de 19.864 €.

### Activitats econòmiques
Dels 15 establiments que hi havia el 2007, 5 eren d'empreses de construcció, 3 d'empreses de comerç i reparació d'automòbils, 1 d'una empresa d'hostatgeria i restauració, 1 d'una empresa immobiliària, 1 d'una empresa de serveis, 2 d'entitats de l'administració pública i 2 d'empreses classificades com a «altres activitats de serveis».
Dels 4 establiments de servei als particulars que hi havia el 2009, 1 era un paleta, 1 guixaire pintor, 1 fusteria i 1 lampisteria.
L'únic establiment comercial que hi havia el 2009 era una botiga de material esportiu.
L'any 2000 a Fourdrain hi havia 3 explotacions agrícoles.

## Equipaments sanitaris i escolars
El 2009 hi havia una escola elemental.

## Poblacions més properes
El següent diagrama mostra les poblacions més properes.